# メルヘンヴェール
『メルヘンヴェール』 (Märchen Veil) は、1985年に日本のシステムサコムから発売されたPC-9801用アクションロールプレイングゲーム。
魔法使いによって醜い妖精「ヴェール」の姿にさせられ、世界の果てへと飛ばされた主人公を操作し、故郷フェリクスを目指して帰還する内容となっている。アクションRPGであるが、パズルゲームやシューティングゲームの要素を含んでいる事を特徴としている。
開発はシステムサコムが行い、ディレクター、シナリオ、プレストーリー、音楽は後に『ユーフォリー』（1987年）のディレクターも務めた佐藤浩一が担当、ゲーム・デザインとプログラムは後にファミリーコンピュータ ディスクシステム用ソフト『消えたプリンセス』（1986年）を手掛けた堀本幸男が担当している。
同年にPC-8801に移植された他、1986年にX1、1987年にFM-7、MSXなどの日本国内パソコンの他、ファミリーコンピュータにも移植された。パソコン版はWindows用ソフトとしてプロジェクトEGGにて度々配信されている。
ゲーム情報サイト『4Gamer.net』のライターであるgingerによると、本作が発売されたときはメルヘンチックなグラフィックと、アクションステージの難易度の高さが話題となったとしている。

## 概要
本作はアクションシーンにパズル要素を含めた構造をした、シューティングタイプのゲームである。各章（各アクションシーンの開始時に、シーンという位置づけで主人公であるヴェールのなすべき行動が提示される）のストーリーを語ったビジュアルシーンを見せ場とし、各章のストーリーを読み進めることで、ストーリーを完結させるという、絵本にアクションシーンを組み込んだような独自のゲーム構成となっている。女性をプレイターゲットに取り込むことを想定した、やわらかいグラフィックと可愛いキャラクターが中心のデザインである。
本作のエンディングは物語が完結しないまま「メルヘンヴェールIIに続く」となっていたが、『I』がファミリーコンピュータを含む多数の機種で発売されたのに対して、ハッピーエンドで完結する続編『II』が発売されたのはPC-9801シリーズのみであり、プロジェクトEGGで『II』が配信されるまでは多くのプレイヤーが真のエンディングを見ることができなかった。

## ゲーム内容

### セーブの方法
ゲームのセーブには、各章に落ちているフロッピーディスクを拾い、安全地帯でフロッピーを使用する必要がある。なお、一度セーブするとフロッピーが手元になくなってしまい、再びどこかに落ちているフロッピーを拾わなければならないため、どの場面でセーブするかがゲーム進行の鍵となっていた。ファミリーコンピュータ版では青い円の中で、あるコマンドを使用してセーブする事ができる。

### ライフ
主人公のライフの初期値は5（ハート5個分でモンスターからのダメージの程度により、ゼルダの伝説のように微細レベルで減る仕組みになっている）。敵のダメージにより減少し、0になると死亡。5以上あればジャンプして崖を飛び越えられる（ファミコン版）。ある敵を倒すと妖精が現れ、妖精を4匹集める毎にライフゲージが1増加する。他にもフルーツ等を取るとライフが回復したり、あるアイテムでゲージの上限を増やしたりできる。ゲージが0になった時に、ある薬を持っていると回復できるほか、どこかにある聖書を持っていると天国へ行く事ができる。天国には回復アイテムがあり、制限時間内に回復アイテムを取りつつ、出口へ行けば元の世界に戻れるが、制限時間を過ぎてしまうと、本当のゲームオーバーになってしまう。

### 地形
ゲームの進め方としては、敵を武器で倒したり、攻撃をよけたりするのも大事だが、周囲の崖などをよけたり、ジャンプなどで飛び越える事も必須である（ジャンプの機能はファミコン版独自。以下同様）。崖は一定以上のLIFEがあれば飛び越えられる。足を踏み外すと崖に落ち、そのままでいると落下して死んでしまう。Bボタンを連打すれば助かるが、ジャンプに失敗して落下した場合は救済は不可能である。他にも砂地獄やあるアイテムを持たない状態でフェーブスの神殿や海へ行く、または海の渦に巻き込まれたり、地底の入口に正面以外から飛び込んでもミスになる。敵はザコキャラ程度は地形に依存して動くが、それ以外は無関係に移動する。岩や切株を攻撃するとたまにアイテムが出現するが、敵が出現する事もある。地面の凹凸は石畳で、主人公が踏み入ると（あるアイテムを所有している場合を除く）動きが鈍くなるが、一部の敵は関係なく移動できる。井戸は前のシーンに戻れ、使わないと回収できない重要アイテムもある。但し、シーン1の井戸は罠で、入ると死亡する。

### 防御
ちなみにヴェールにはIのプロローグビジュアルシーンにも語られるように装備している腕輪の魔力によって攻撃弾を防ぐことができる魔法障壁を持っており、その防御システムはドルアーガの塔とほぼ同一であり、攻撃を行っていない状態だと正面に、攻撃時は左側に魔法障壁が発生し、弾を防ぐことができるため、うまく使いこなせばゲームを有利に進めることができる。

## あらすじ
遠い遠い昔、人間が自由に神々と妖精と対話ができたフェリクスの世界にて、魔法使いにヴェールという種族に変化する呪いをかけられ、世界の果てに飛ばされてしまった湖の国の王子が、愛を誓った森の国の王女の元へ戻るべく、苦難の旅を続ける。
SCENE - 1「目覚め」
魔法使いの呪いによってヴェールという醜い姿に変えられた王子は、見たこともない荒野で目覚める。王子は姫からもらったアルミラの腕輪や、砂の中から現れた王子の剣（アキナケス）を携え、フェリクスにいる姫の元へ旅立つ決心をする。
SCENE - 2「ギアス」
夜の世界の月の女神ルナからオムニアのマントを奪い、太陽の神フェーブスの元にたどり着いた王子は、姫に逢うために海の神ネプトゥーヌスに逢わなければならないが、その案内をするために女神ディーバを訪ねる必要があると教わった。岩山の入口に棲む魔獣ギアスを倒さなければ先へは進めないと告げられる。
SCENE - 3「霧の向こう」
ギアスを倒した事により、自由に舞う事ができた精霊から、ディーバの屋敷は霧に閉ざされているため、必要な3つのある物を集めなければならないと教わる。
SCENE - 4「試練」
ディーバの屋敷で手下に存在を疑われた王子は、その証を示すために、ディーバからある怪物を倒すよう依頼を受ける。
SCENE - 5「海へ」
ディーバよりヴェール族の掟の話を聞き、魔法使いの魔法によってヴェール族に姿を変えられた自分が、フェリクスの外に放り出された時点で、罪を犯した者の烙印を押された者と同様の扱いとみなされる。ディーバは、自分の潔白を証明してもらうには、王子がネプトゥーヌスに会う必要があると説明する。それには、海を渡って仙人ヤン・トモリに会わなければならないが、海水に触れると死んでしまうので特殊な薬を探す必要がある。
SCENE - 6「氷の世界」
仙人ヤン・トモリから、いくら王子の身であっても、ヴェールにされた身分になったからには、誰であろうとフェリクスへの帰還は無理だと言われる。そして、肝心の海の神はフェリクスから逃げ出したヴェールを捕まえる任務があると言う事も聞かされた。それでも、王子はフェリクスに帰りたい一心を動かさない。そこで仙人は、海の神ネプトゥーヌスの娘（ミノス・ムーメ）が氷山に閉じ込められている事を王子に伝え、彼女を助ければ海の神に謁見できる一縷の望みになるだろうと話した。
SCENE - 7「王子の証」
ネプトゥーヌスの娘を無事に救出した王子は、彼女からネプトゥーヌスに謁見するためには、王子の証が必要だと言われた。それらは3つあり、どこかの世界（1つは以前のシーンで手に入り、残りはこのシーンあるいは次のシーンで手に入る）に隠されている。このシーンで手に入る宝箱は、フェリクスに帰還してから必要なアイテムだが、その中身や使用法は『II』で明らかにされることとなる。
SCENE - 8「終章」
ネプトゥーヌスに謁見する直前のシーン。地底の王からは、王子の証を揃えただけではネプトゥーヌスに逢わせてはくれず、貢物を持参する必要があると助言を受けた。

## 登場人物
湖の国の王子
フェリクスの王女に求婚するために、幾多の試練をくぐりぬけた王子。王女と愛を誓ったものの、これを知った魔法使いの呪いによってヴェール（頭に二本の角を生やした半人半馬の種族）に姿を変えられ、世界の果てに飛ばされる。
魔法使い
王子とともに厳しい試練を通り抜けた美男子になりすました魔法使い。フェリクスの王女を手にしようと企てており、王女が湖の国の王子と愛を誓ったことに怒り、王子をヴェールという醜い姿に変えてフェリクスから追放した。第一話にはゲームに登場しない。
姫
フェリクスに住む森の国の王女。第一話には名前のみ登場。
ギアス
千年もの長きにわたり、岩山に棲みついている魔獣。
精霊たち
岩山に棲み、ギアスが倒された事により自由な行動が出来るようになった。王子をヴェールと呼んだ最初の人物。
ヤン・トモリ
海の離れ小島に住む仙人。ヴェールの掟を伝える。
地底の王
王子の証の一つを隠し持っている。海の神ネプトゥーヌスに会うためのもう一つの条件を教えてくれる。

### 神々
ルナ
夜の世界に住む月の女神。冷血な心を持ち、あるアイテムを守っている。
フェーブス
太陽の神殿に居る太陽の神。海の神ネプトゥーヌスならびに、彼の居場所を知る女神ディーバに会う事を指南する。
ディーバ
岩山の先に住む女神。王子に対し、ある試練を課す。フェリクスの王から賜ったある物を所持している。
ミノス・ムーメ
氷に閉じ込められたネプトゥーヌスの一人娘。
ネプトゥーヌス
海の神。エンディングでフェリクスに帰る方法を教えてくれる。
ルア
時の女神。Iのエンディングに名前のみ登場。また、ヴェールはこの女神に仕える者たちである。

## 移植版
| No. | タイトル                                     | 発売日         | 対応機種                                | 開発元         | 発売元                              | メディア                                     | 型式 | 備考                                                   |
| --- | -------------------------------------------- | -------------- | --------------------------------------- | -------------- | ----------------------------------- | -------------------------------------------- | ---- | ------------------------------------------------------ |
| 1   | メルヘンヴェール                             | 1985年11月     | PC-8801                                 | システムサコム | システムサコム                      | 5インチフロッピーディスク                    | -    |                                                        |
| 2   | メルヘンヴェール                             | 1986年2月      | X1                                      | システムサコム | システムサコム                      | フロッピーディスク                           | -    |                                                        |
| 3   | メルヘンヴェール                             | 1987年         | FM-7 MSX MSX2 MZ-2500                   | システムサコム | システムサコム ソニー（MSX2版のみ） | フロッピーディスク ロムカセット（MSX版のみ） | -    |                                                        |
| 4   | メルヘンヴェール                             | 1987年3月3日   | ファミリーコンピュータ ディスクシステム | システムサコム | サンソフト                          | ディスクカード両面                           | -    | 売上本数：13万本                                       |
| 5   | メルヘンヴェール                             | 2001年11月24日 | Windows                                 | システムサコム | ボーステック                        | ダウンロード （プロジェクトEGG）             | -    | PC-8801版の移植                                        |
| 6   | メルヘンヴェールI・II                        | 2006年6月23日  | Windows                                 | システムサコム | D4エンタープライズ                  | ダウンロード （プロジェクトEGG）             | -    | PC-9801版の移植                                        |
| 7   | メルヘンヴェール                             | 2014年10月14日 | Windows                                 | システムサコム | D4エンタープライズ                  | ダウンロード （プロジェクトEGG）             | -    | PC-8801版の移植 2020年2月4日にWindows 10対応版を再販売 |
| 8   | メルヘンヴェール                             | 2015年12月8日  | Windows                                 | システムサコム | D4エンタープライズ                  | ダウンロード （プロジェクトEGG）             | -    | MSX版の移植 2021年6月1日に無料版を再配信               |
| 9   | メルヘンヴェール                             | 2021年1月12日  | Windows                                 | システムサコム | D4エンタープライズ                  | ダウンロード （プロジェクトEGG）             | -    | FM-7版の移植                                           |
| 10  | EGGコンソール メルヘンヴェール PC-8801mkIISR | 2024年1月11日  | Nintendo Switch                         | システムサコム | D4エンタープライズ                  | ダウンロード                                 | -    | PC-8801mkIISR版の移植                                  |
| 11  | メルヘンヴェール                             | 2025年5月13日  | Windows                                 | システムサコム | D4エンタープライズ                  | ダウンロード （プロジェクトEGG）             | -    | MSX2版の移植                                           |

PC-9801版
400ライン専用。かな漢字まじり表記（漢字ROM必須）で読みやすい。3メディア（5インチ、3.５インチ、8インチ）のフロッピーディスクで供給された。AMD-98（システムサコム社製）サウンドボード対応。一般的なサウンドボードであるPC-9801-26Kやサードパーティ製互換ボードは未対応で、一般ユーザーの多くは無音でのプレイだった。ただし、3.5インチ版はU専用のFM音源ボードPC-9801-U-03に対応している。
PC-8801版
全てカタカナ表記である。フロッピーディスクで供給された。ゲーム画面の枠に書かれているタイトルの綴りが「Märehen Veil」と誤って表記されている。
MSX版
かなとカタカナ表記である。ロムカセットで供給された。MSX特有の表現力の限界（ハードウェアスクロール機能が無い）のためスクロールが非常に遅い。またPC-8801版やPC9801版と比べて敵モンスターが主人公よりも小さく、その割には移動速度が速いため、アクションの難易度が非常に高い。氷の世界(Scene6)でリコリアスと言う敵モンスターを倒すとフリーズしてしまうことがある。体力回復アイテムのフルーツ、聖書は無限に取る事ができる。セーブが「じゅもん」と呼ばれるパスワード制である。パスワードはキーボードで打つがその際、どのMSXでも強制的に50音配列となる。
MSX2版
かなとカタカナ表記である。フロッピーディスクで供給された。MSX版と比べるとグラフィックは著しく向上（256色モードのscreen8と思われる）しているが、MSX特有の表現力の限界のためかスクロールが遅い（MSX版よりかは幾分速い）。シーン毎にディスクロードが発生するためシーンのクリア毎に待たされる。PC-8801版やPC9801版と比べて敵モンスターが主人公よりも小さく、その割には移動速度が速いため、アクションの難易度が非常に高い。体力回復アイテムのフルーツ、聖書が有限、敵の魔法が小さい等、MSX版よりもさらに難易度が高い。
ファミリーコンピュータ ディスクシステム版
かなとカタカナ表記である。ファミリーコンピュータは元々ハードウェアスクロール機能が搭載されているため、動きがとてもスムーズである。他の機種とはMap、BGM、ビジュアルシーンが全く異なっており、特にビジュアルシーンはキャラによる操演によって表現されている。1つのディスクに3つまでセーブが出来る。
ジャンプ操作が追加されており、機動性の改善が図られている。
一部BGMは続編『II』のものが流用されている。

## スタッフ
MSX版
- プロデュース：ALUコーポレーション
- プログラム：堀本幸男
- エグゼクティブ・プロデューサー：伊佐弘
- クリエイティブ&マネージメント、ディレクター：佐藤浩一
- 音楽：佐藤浩一
- キャラクター・デザイン：いしいたつや、いしいみゆき
- アート・ディレクター：いしいたつや
- コーディネーター：いしいみゆき
- ゲーム・デザイン：堀本幸男
- ヴィジュアル・エフェクション：堀本幸男
- 写真撮影：内藤忠行

## 評価
PC-8801版
ゲーム情報サイト『4Gamer.net』のライターであるgingerは、PC-8801版のBGMとグラフィックと世界観を評価した。
また、gingerはPC-8801版のアクションステージの難易度が高い原因について、当時のゲームにありがちな理不尽な設計に加え、主人公である湖の国の王子の移動速度が遅いことと、アクションステージ内に点在する崖の当たり判定がわかりにくかったからではないかと指摘している。
ファミリーコンピュータ ディスクシステム版
- ゲーム誌『ファミコン通信』の「クロスレビュー」では合計23点（満40点）、『ファミリーコンピュータMagazine』の読者投票による「ゲーム通信簿」での評価は以下の通りとなっており、12.49点（満25点）となっている。

| 項目 | キャラクタ | 音楽 | 操作性 | 熱中度 | お買得度 | オリジナリティ | 総合  |
| 得点 | 2.79       | 2.54 | 2.17   | 2.34   | -        | 2.65           | 12.49 |
- ゲーム誌『ユーゲー』においてライターの飴尾拓朗は、クリアするためにはビジュアルシーンに隠されたヒントを見なければいけない事、また難易度の高さ故にこれらのヒントを忘れてしまう事などに関して否定的に評価した。

## メルヘンヴェールII
『メルヘンヴェールII』 (Märchen Veil II)は、1986年6月14日に日本のシステムサコムから発売されたPC-9801用アクションロールプレイングゲーム。
『メルヘンヴェール』の続編であり完結編である。Iは多数の機種で発売されたが、IIはPC-9801シリーズのみの販売となった。ファミコン版の発売時には本作の発売も予定されていたが、システムサコムが同機種の市場から撤退したため未発売となった。ボスキャラとの対決時に魔法が使用可能。また、装備の変更とゲームのセーブが自由に行えるようになった。なお、前作を解き終えた際のデータを読み込むと、少しだけ有利なアイテムが手に入る特典があった。
ゲームの目的は敵を倒しながら8つの「セフィラ」を集め、人間に戻ること。また本作では「鍵」なるアイテムが文字通りキーとなっており、種類も多い。魔法については、弾が誘導弾になる念動力、一定時間敵の目標にならなくなる姿を消す、任意に設置できる地雷、当たり判定の倍増に攻防2倍となる分身、一定時間無敵となる防御が用意され、武器、防具なども任意に変更可能となった。
なお、本シナリオ発売時点では、シナリオIII,IVの構想もあったとのことである。

## オンライン配信
レトロゲーム配信サイトプロジェクトEGGよりPC-8801版、MSX版の『I』とPC-9801版の『II』、『I・II』が販売されており、Windowsパソコンでプレイ可能。

## 関連商品

### 漫画化作品
徳間書店の漫画雑誌『わんぱっくコミック』で1987年に連載された。作画はファミコン版のキャラクターデザイン・イメージイラストを担当したもりけん。また、これとは別に同社の必勝テクニック完ペキ版で描き下ろし作品が刊行されている。原作・野村宏平、作画・斉藤たろう。

### ゲームブック
『メルヘンヴェール 妖怪バーニバオの謎』
1987年7月初版 ISBN 4766905865
勁文社・アドベンチャーヒーローブックスより刊行。構成及び文はアイ・ランド、編集はシマ企画。

### 攻略本
『メルヘンヴェール完全必勝本』
ISBN 4880631914
JICC出版局・フライデースペシャルより刊行。
『ファミリーコンピュータ　必勝完ペキ本　メルヘンヴェール』
1987年4月10日初版 ISBN なし(雑誌67747-07)
徳間書店より刊行（終章は袋とじになっている）。

### サウンドトラック
オリジナル版発売から25年以上過ぎた2011年2月23日にプロジェクトEGGより、シリーズのBGMを収録した初のサントラCD『Märchen Veil MemorialCollection』が500枚限定生産で販売。通常音源に加え、AMD-98版と『Märchen Veil JUKEBOX』版音源も収録。